# تاريخ الأطفال في الجيش

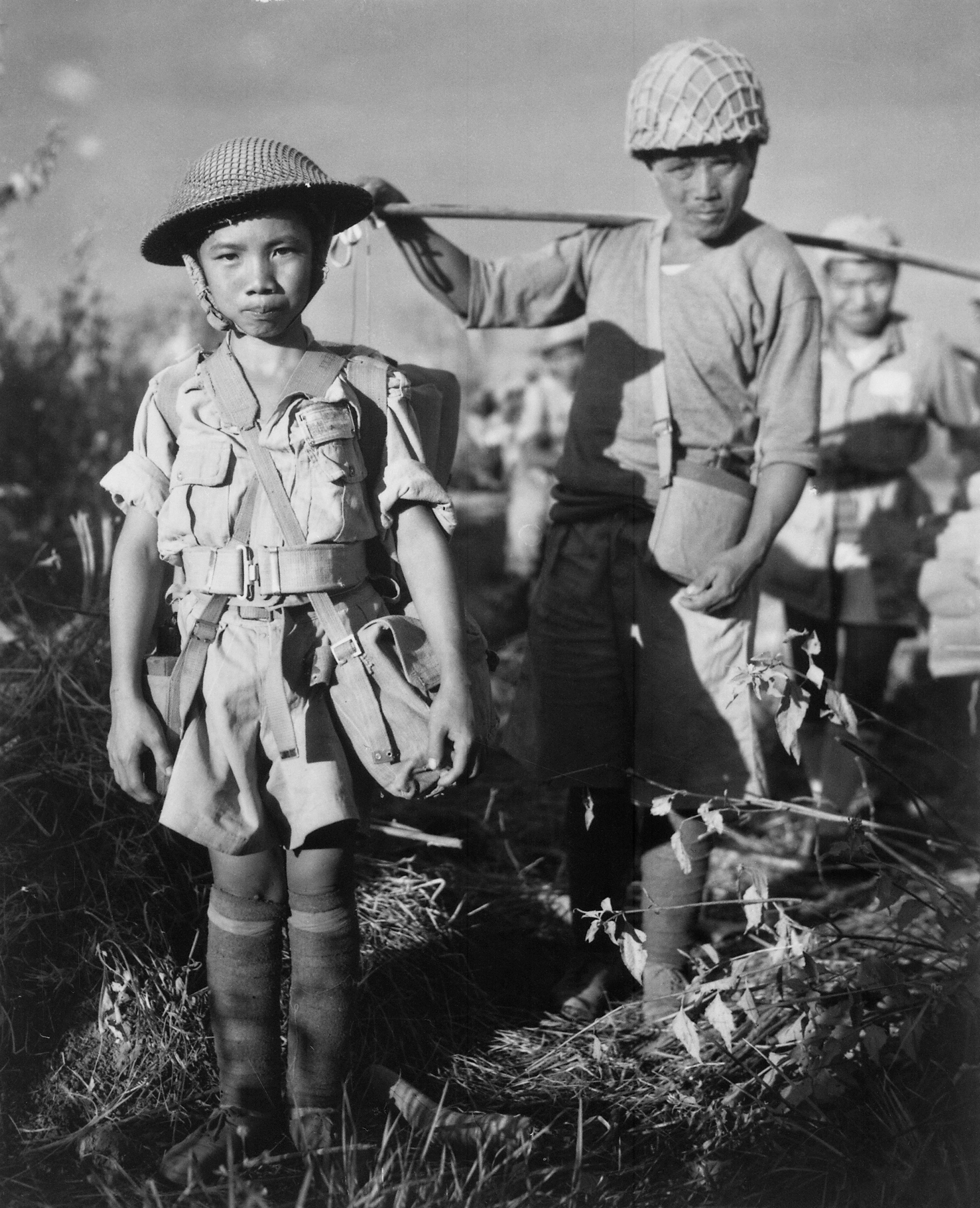
جندي قومي صيني في عمر العاشرة من الجيش الصيني في الهند منتظرًا ركوب الطائرة إلى بورما في مايو 1944.

يشير مصطلح الأطفال في الجيش إلى الأطفال (الذين حددتهم اتفاقية حقوق الطفل كأشخاص تقل أعمارهم عن 18 عامًا) المرتبطين بالمنظمات العسكرية، مثل القوات المسلحة التابعة للدولة والجماعات المسلحة غير الحكومية. شارك الأطفال في الحملات العسكرية على مر التاريخ وفي العديد من الثقافات. فقد شارك الآلاف من الأطفال مثلًا، في جميع جوانب الحرب العالمية الأولى والحرب العالمية الثانية. يمكن تدريب الأطفال وتوظيفهم في القتال، أو تعيينهم لدعم أدوار مثل الحمالين أو الرسل، أو استخدامهم لميزة تكتيكية كدروع بشرية أو لتحقيق ميزة سياسية في الدعاية.
يعدّ الأطفال أهداف سهلة للتجنيد العسكري بسبب تعرضهم للتأثير بشكل أكبر مقارنة بالبالغين. يُجند بعض الأطفال بالقوة بينما يختار آخرون الانضمام، غالبًا للهروب من الفقر أو لأنهم يتوقعون أن توفر الحياة العسكرية طقوسًا للعبور إلى مرحلة النضج.

## ما قبل القرن العشرين
شارك الأطفال على نطاق واسع في الحملات العسكرية على مر التاريخ وفي العديد من الثقافات.
أُشير إلى انخراط القاصرين في الحروب منذ العصور القديمة. اعتيد أن يعمل الشباب في حوض البحر الأبيض المتوسط كمساعدين وسائقي مركبات وحملة دروع للمحاربين البالغين. يمكن أن نجد أمثلة لمثل هذه الممارسات في الكتاب المقدس مثل خدمة داود للملك شاول، وفي الفن الحيثي والفن المصري القديم، وفي الأساطير الإغريقية (مثل قصة هرقل وهيلاس) وفي الفلسفة والأدب. شاعت ممارسة في العصور القديمة، تقتضي بأخذ الأطفال بشكل روتيني في الحملات مع بقية أفراد عائلة الرجل العسكري، كجزء من الأمتعة.
استفادت الإمبراطورية الرومانية من اليافعين في الحرب، على الرغم من شيوع المفهوم الذي مفاده أنه من غير الحكمة استخدام الأطفال في الحرب وأنه عمل قاسٍ، وأشار بلوطرخس إلى أن اللوائح تتطلب أن يكون عمر الشباب ستة عشر عامًا على الأقل. عُرف أن العديد من الفيالق الرومانية قد جندت الأطفال بأعمار 14 عامًا في الجيش الإمبراطوري، مثل كوينتوس بوستونيوس سولوس الذي أكمل 21 عامًا من الخدمة في فيلق فاليريا فيكتريكس 20، وكايسيليوس دوناتوس الذي خدم 26 عامًا في الفيلق 20 وتوفي قبل وقت قصير من تسريحه المشرف.
استُخدم الأولاد الصغار في العصور الوسطى في أوروبا، من سن اثني عشر عامًا تقريبًا كمساعدين عسكريين (مرافقين) على الرغم من أن دورهم في القتال الفعلي كان محدودًا من الناحية النظرية. جندت حملة الأطفال الصليبية في عام 1212 آلاف الأطفال كجنود غير مدربين على افتراض أن القوة الإلهية ستمكنهم من التغلب على العدو، على الرغم من عدم انخراط أي من الأطفال في القتال. وقد بيعوا بدلًا من ذلك كالعبيد وفقًا للأساطير. لم يعد يعتقد معظم العلماء بأن حملة الأطفال الصليبية تكونت فقط من الأطفال، أو في غالبيتها، إلا أنها تمثل حقبة شاركت فيها عائلات بأكملها في المجهود الحربي.
شارك الأولاد الصغار عادة في المعارك خلال الحروب الحديثة المبكرة. جند نابليون مثلًا العديد من المراهقين في جيوشه عندما واجه غزوًا من قبل قوات الحلفاء الضخمة في عام 1814. قاتل أيتام الحرس الإمبراطوري في هولندا مع المارشال ماكدونالد وتراوحت أعمارهم بين 14-17 عامًا. أُشير إلى العديد من المجندين الذين قُدموا للصفوف في عام 1814 باسم الإمبراطورة ماري لويز من فرنسا، وعُرفوا أيضًا باسم «أطفال الإمبراطور» إذ كانوا في منتصف سن المراهقة. كان دور «الفتى حامل الطبل» من أكثر الأدوار وضوحًا لتلك الفئة العمرية في كل مكان.
شكل الأولاد الصغار خلال عصر الإبحار جزءًا من طاقم سفن البحرية الملكية البريطانية وتولوا مسؤولية العديد من المهام الأساسية بما في ذلك جلب البارود وإطلاق النار من مخازن السفينة إلى أطقم البنادق. أطلق على هؤلاء الأطفال اسم «قردة البودرة».
خدم بوغلر جون كوك في الجيش الأمريكي أثناء الحرب الأهلية الأمريكية عندما كان في سن الخامسة عشرة، وحصل على وسام الشرف لقتاله خلال معركة أنتيتام، أكثر الأيام دموية في التاريخ الأمريكي. حصل العديد من القصر الآخرين، بمن فيهم ويلي جونستون البالغ من العمر 11 عامًا، على ميدالية الشرف.
أُجبر عدد غير متناسب من الأولاد اليهود، المعروفين باسم الكانتونيين، على الالتحاق بمؤسسات التدريب العسكري للخدمة في الجيش، بموجب قانون وقعه نيكولاس الأول من روسيا عام 1827. بدأت فترة التجنيد البالغة 25 عامًا رسميًا في سن 18 عامًا، ولكن جرى سوق الأولاد من سن الثامنة بشكل روتيني للوفاء بالحصة.
قاتل الأطفال في المراحل الأخيرة من حرب باراغواي في معركة أكوستا نو ضد قوات الحلفاء في البرازيل والأرجنتين وأوروغواي. يحتُفل بهذا اليوم باعتباره عطلة وطنية في باراغواي.
شكل موالو شوغون آيزو خلال حرب بوشين قوات بياكوتاي (قوات الببر الأبيض) التي تكونت من أبناء السامواري الآيزو الذين تراوحت أعمارهم بين 16-17 سنة. قاتلوا ضد قوات ساتشو التي دعمت القضية الإمبراطورية خلال معركة بوناري باس ومعركة آيزو. عُزلت وحدة منفصلة من البياكوتاي عن بقية الوحدة وتراجعت إلى تل ليموري الذي يطل على قلعة آيزو واكاماتسو. رأوا ما اعتقدوا أنها قلعة تحترق، فانطلق 20 من الوحدة المنفصلة للعملية الانتحارية سيبوكو بينما لم ينجح واحد منهم في الانتحار، إذ أنقذه فلاح محلي.

## الحرب العالمية الأولى
كان مومسيلو غافريك أصغر جندي معروف في الحرب العالمية الأولى، إذ انضم إلى فرقة المدفعية السادسة للجيش الصربي في سن الثامنة، بعد أن قتلت القوات النمساوية المجرية في أغسطس 1914 والديه وجدته وسبعة من إخوته.
أما في الغرب، تحاصر فتيان لا تتجاوز أعمارهم 12 عامًا في المد الساحق للوطنية وجُندت أعداد ضخمة منهم للخدمة الفعلية. تطوع آخرون لتجنب الحياة القاسية والكئيبة. تمكن الكثير منهم من تصوير أنفسهم كرجال أكبر سنًا، مثل جورج توماس باجيت، الذي انضم في سن 17 إلى كتيبة بانتام في فوج ويلز. قاتل أطفال لا تتجاوز أعمارهم 15 عامًا في الخنادق في حملة جاليبولي المعروفة باسم «جناق قلعة». قاتل 120 طفلًا في فرقة «أعمار الخمسة عشر» ولم يُعرف ناجٍ منهم.

## الحرب الأهلية الإسبانية
قاتل العديد من الجنود الأطفال في الحرب الأهلية الإسبانية، إذ يقول جورج أورويل:
«كانت فرق سينتوريا عبارة عن حشد غير مدرب تكون في الغالب من الأولاد في سن المراهقة. صادفت هنا وهناك في الميليشيا أطفالًا لا تتجاوز أعمارهم أحد عشر أو اثني عشر عامًا، وكانوا عادةً لاجئين من الأراضي الفاشية، جُندوا كرجال ميليشيات باعتبارها أسهل طريقة لإعالتهم. وُظفوا في الأساس في أعمال خفيفة في المؤخرة، لكنهم تمكنوا في بعض الأحيان من شق طريقهم إلى خط المواجهة، حيث شكلوا تهديدًا عامًا. أتذكر غاشمًا صغيرًا ألقى قنبلة يدوية في نار الحفرة على سبيل المزاح. لا أعتقد أنه وُجد في مونت بوكيرو شخصًا قل عمره عن 15 عامًا، فيما ظل متوسط العمر أقل من 20. لا ينبغي أبدًا استخدام الأولاد في هذا العمر في الخطوط الأمامية لأنهم لا يستطيعون تحمل قلة النوم التي لا يمكن فصلها عن حرب الخنادق. كان من المستحيل تقريبًا بدايةً، الحفاظ على وضعنا تحت الحراسة المناسبة في الليل. لم يكن من الممكن إيقاظ الأطفال البائسين في قسمي إلا بسحبهم من أقدامهم المغروسة قبل كل شيء، وبمجرد إدارة ظهرك، يكونوا قد تركوا مواقعهم وانسحبوا إلى الملجأ، أو حتى، على الرغم من البرد المخيف، اتكأوا على جدار الخندق وناموا بسرعة».